# ザ・ウォーニング
ザ・ウォーニング（英語: The Warning）は、メキシコのロック・バンドである。モンテレイ出身。ダニエラ、パウリナ、アレハンドラのヴィジャレアル・ヴェレス三姉妹から成る。愛称はそれぞれダニー、パウ、アレ。
2013年に結成された。メタリカの楽曲「エンター・サンドマン」をカバー演奏した動画が、YouTubeで2,500万回の視聴回数を記録した。ガンズ・アンド・ローゼズ、フー・ファイターズ、ミューズのオープニング・アクトを務めた。『XXI Century Blood』、『Queen of the Murder Scene』、『Error』、『Keep Me Fed』といったアルバムをリリースしている。
2024年に初来日。6月12日、東京のEX THEATER ROPPONGIでBAND-MAIDと共にライブを行い、最後の曲として両バンドの共作曲「SHOW THEM」をステージで共演した。翌13日、14日はそれぞれ東京と大阪で単独公演を行なった。

## メンバー
- ダニエラ・ヴィジャレアル・ヴェレス（リードヴォーカル、ギター）[1]
- パウリナ・ヴィジャレアル・ヴェレス（ドラム、ヴォーカル）[1]
- アレハンドラ・ヴィジャレアル・ヴェレス（ベース、バッキングヴォーカル）[1]

## ディスコグラフィー

### スタジオ・アルバム
- XXI Century Blood (2017)
- Queen of the Murder Scene (2018)
- Error (2022)
- Keep Me Fed (2024)